# 小行星8181
小行星8181（英語：8181 Rossini）是一颗围绕太阳公转的小行星。1992年9月28日，柳德米拉·瓦斯列娜·朱然勒娃在克里米亚发现了此天体。
这颗小行星的绝对星等为125.9180446117466等。